# George Reeves
Pour les articles homonymes, voir Reeves.
George Reeves (né le 5 janvier 1914 à Woolstock, Iowa et mort le 16 juin 1959 à Beverly Hills, Los Angeles, Californie) est un acteur et réalisateur américain. Il est principalement connu pour son rôle de Superman à la télévision.

## Biographie

### Famille et formation
George Keefer Brewer est le fils de Don Brewer, un pharmacien et Helen Lescher. La mère de George se sépare de son mari, s'installe en Californie, rencontre Frank Bessolo et se remarie. George passe ses études au lycée de Pasadena. Amateur de boxe et de musique, il s'inscrit à la Pasadena Playhouse afin de développer son potentiel d'acteur. En 1927, George prend le nom de son nouveau beau-père, se fait appeler George Bessolo jusqu'en 1939, puis change une nouvelle fois de patronyme pour stabiliser sa carrière d'acteur, et prend le nom de George Reeves.

### Carrière
En 1939, George Reeves fait partie de la distribution prestigieuse du film Autant en emporte le vent auprès de Clark Gable, Vivien Leigh, Olivia de Havilland et Leslie Howard tourné par Victor Fleming.
Les dix années suivantes, il est engagé par la Warner, la Fox et la Paramount. Il tourne dans diverses productions le plus souvent sans grand intérêt dans les années 1940, dont toutefois Samson et Dalila aussi en 1949 de Cecil B. DeMille avec Hedy Lamarr et Victor Mature.
En 1951, la gloire arrive enfin avec le succès de la série Les Aventures de Superman. Elle lui offre une renommée mondiale et la série vit jusqu'en 1958 avec 104 épisodes.

### Vie privée
Le 22 septembre 1940, George Reeves se marie avec Ellanora Needles (1918-2002) ; ils se séparent en 1950, sans avoir eu d'enfant.
Il fréquente ensuite l'actrice Toni Mannix, qui travaille à la MGM, et qui est mariée à Eddie Mannix, directeur général du studio. Selon Noel Neill et Jack Larson, cette liaison adultère de notoriété publique a l'accord du mari. Toutefois, George Reeves met fin à cette liaison en 1958 lorsqu'il fait la rencontre de la bargirl Leonore Lemmon, à laquelle il se fiance.

### Mort
George Reeves meurt prématurément le 16 juin 1959 à Beverly Hills, à quelques semaines de son mariage ; la cause officielle du décès est le suicide par arme à feu.
Des théories sont évoquées quant à sa mort. Certains pensent à une mort accidentelle causée par sa fiancée, pour d'autres à un meurtre commandité par Eddie Mannix. L'enquête sur sa disparition n'a jamais été officiellement résolue et le principal suspect meurt en 1963. George Reeves est enterré au cimetière de Mountain View à Altadena en Californie.
Cette mort mystérieuse a fait l'objet d'un film, Hollywoodland, sorti en 2006, dans lequel George Reeves est interprété par Ben Affleck avec Adrien Brody dans le rôle d'un détective privé.

## Filmographie

### Cinéma
- 1939 : Ride, Cowboy, Ride : Pancho Dominguez aka Sam Brenner
- 1939 : Agent double (Espionage Agent) : Warrington's secretary
- 1939 : The Monroe Doctrine de Crane Wilbur : John Sturgis
- 1939 : Smashing the Money Ring : Trial Spectator
- 1939 : On Dress Parade : Southern soldier in trench
- 1939 : Autant en emporte le vent (Gone with the Wind) : Stuart Tarleton
- 1939 : Quatre Jeunes Femmes (Four Wives) de Michael Curtiz : Laboratory Man Typing Blood
- 1940 : The Fighting 69th : Jack O'Keefe
- 1940 : Calling Philo Vance (en) de William Clemens : Steamship clerk
- 1940 : La Caravane héroïque (Virginia City) : Maj. Drewery's telegrapher
- 1940 : Voyage sans retour ('Til We Meet Again) : Jimmy Coburn
- 1940 : Tear Gas Squad (en)'' : Joe McCabe
- 1940 : Torrid Zone : Sancho, Rosario's Henchman
- 1940 : Pony Express Days : Bill 'Billy' Cody
- 1940 : My Love Came Back : Sears (trailer only)
- 1940 : Ladies Must Live : George Halliday
- 1940 : Gambling on the High Seas (en) de George Amy : Excited Reporter on Phone
- 1940 : L'Auberge des loufoques (Argentine Nights) : Eduardo Estaban aka El Tigre
- 1940 : Calling All Husbands : Dan Williams
- 1940 : Knute Rockne All American : Distraught Player
- 1940 : Always a Bride : Michael 'Mike' Stevens
- 1940 : Father Is a Prince : Gary Lee
- 1940 : Meet the Fleet : Benson
- 1941 : La Blonde framboise (The Strawberry Blonde) : Harold
- 1941 : The Lady and the Lug : Doug Abbott
- 1941 : Dead Men Tell : Bill Lydig
- 1941 : Arènes sanglantes (Blood and Sand) : capitaine Pierre Lauren
- 1941 : Throwing a Party : Larry Scoffield
- 1941 : Lydia : Bob Willard
- 1941 : Man at Large : Bob Grayson
- 1942 : Blue, White and Perfect : Juan Arturo O'Hara
- 1942 : Sex Hygiene (en) d'Otto Brower : Pool player #1
- 1942 : The Mad Martindales : Julio
- 1943 : La Justice du lasso (Hoppy Serves a Writ) de George Archainbaud : Henchman Steve Jordan
- 1943 : Border Patrol (en) : Don Enrique Perez
- 1943 : The Rear Gunner (en) Ray Enright : Navigator
- 1943 : La Vallée infernale (Buckskin Frontier) de Lesley Selander : Jeff Collins
- 1943 : Leather Burners : Harrison Brooke
- 1943 : Colt Comrades (en) de Lesley Selander : Lin Whitlock
- 1943 : Les Anges de miséricorde (So Proudly We Hail!) : lieutenant John Summers
- 1943 : The Last Will and Testament of Tom Smith : Tom Smith, narrateur
- 1943 : Le Cavalier du Kansas (The Kansan) : Jesse James
- 1943 : Bar 20 : Lin Bradley
- 1944 : La Victoire des ailes (Winged Victory) de George Cukor : lieutenant Thompson
- 1947 : Champagne for Two : Jerry Malone
- 1947 : Hollywood en folie (Variety Girl) : George Reeves
- 1948 : Deux Sacrées Canailles (The Sainted Sisters) de William D. Russell : Sam Stoaks
- 1948 : Jungle Goddess (en) de Lewis D. Collins : Mike Patton
- 1948 : Thunder in the Pines : Jeff Collins
- 1948 : Jungle Jim : Bruce Edwards
- 1949 : The Mutineers : Thomas Nagle
- 1949 : Special Agent : Paul Devereaux
- 1949 : Samson et Dalila (Samson and Delilah) : Wounded Messenger
- 1949 : Don Juan de l'Atlantique (The Great Lover) : Williams
- 1949 : The Adventures of Sir Galahad : Sir Galahad
- 1950 : The Good Humor Man : Stuart Nagle
- 1951 : Superman et les Nains de l'enfer (Superman and the Mole Men) : Superman / Clark Kent
- 1952 : L'Ange des maudits (Rancho Notorious) : Wilson
- 1952 : Les clairons sonnent la charge (Bugles in the Afternoon) : lieutenant Smith
- 1953 : La Femme au gardénia (The Blue Gardenia) : Police Capt. Sam Haynes
- 1953 : Tant qu'il y aura des hommes (From Here to Eternity) de Fred Zinnemann : sergent Maylon Stark
- 1954 : L'Éternel féminin (Forever female) : George Courtland
- 1954 : Stamp Day for Superman (en) de Thomas Carr : Superman / Clark Kent
- 1956 : Sur la piste de l'Orégon (Westward Ho the Wagons!), de William Beaudine : James Stephen
- 2023 : The Flash d'Andy Muschietti : Clark Kent / Kal-El / Superman (caméo, images d’archives)

### Télévision
- 1951 - 1958 : Les Aventures de Superman (Adventures of Superman)

## Récompenses et distinctions
- Étoile sur le Walk of Fame obtenue en 1960
- Nommé aux TV Land Awards dans la catégorie « Superest Super Hero » en 2003 pour son rôle de Superman
- Nommé aux TV Land Awards dans la catégorie « Most "Out of This World" » en 2005 pour son rôle de Superman